# Мужчины против женщин
Мужчины против женщин (итал. Maschi contro femmine) — кинофильм режиссера Фаусто Брицци, который вышел на экраны в 2010 году.

## Сюжет
Уолтер Вертокки, тренер серии В женской волейбольной команды, не может войти в близость с женой Моникой из-за её беременности и последующих родов. Кроме того, скорее всего, будет свободен в случае, если команда потеряет чемпионский титул. Не будучи приучен к предательству, чувства вины и советы друзей ставят его в кризис, не смог разорвать отношения с Евой. Тогда Уолтер решает признаться Еве в правде.